# Filmjahr 1890
Liste der Filmjahre

1888 | 1889 | Filmjahr 1890 | 1891 | 1892 | 1893 | 1894 | ► | ►►

Weitere Ereignisse

## Ereignisse
- 16. September: Der Filmpionier Louis Le Prince besteigt nach Angaben seines Bruders in Dijon einen Zug nach Paris, wo er jedoch nie ankommt. Die Umstände seines Verschwindens werden nie aufgeklärt.

- Die ersten Filme werden mit einem Vorläufer von Edisons Kinetographen aufgenommen.
- Der britische Filmpionier Wordsworth Donisthorpe nimmt mit seinem im Vorjahr entwickelten Kinesigraph erste bewegte Bilder am Londoner Trafalgar Square auf.
- Monkeyshines, vermutlich der erste Film, der in den Vereinigten Staaten gedreht worden ist, wird veröffentlicht. Regisseur ist William K. L. Dickson, Kameramann William Heise.

## Geboren

### Januar bis März

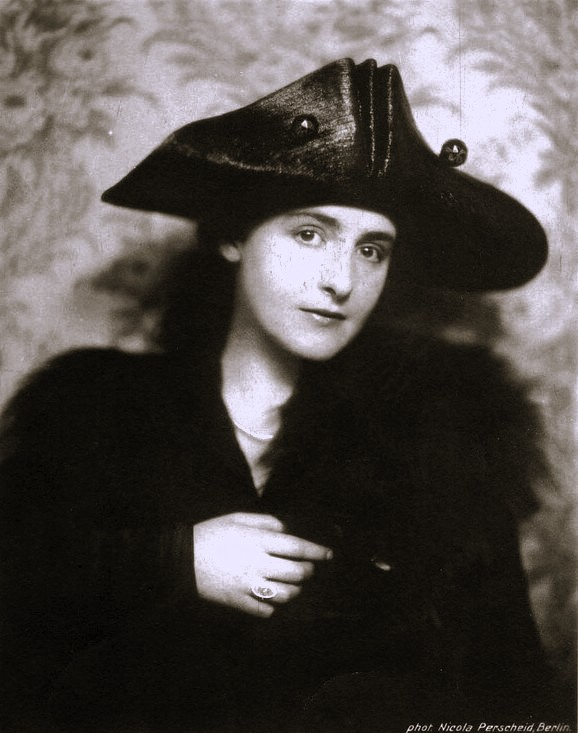
Henny Porten auf einer Fotografie von Nicola Perscheid

- 07. Januar: Henny Porten, deutsche Schauspielerin († 1960)
- 10. Januar: Pina Menichelli, italienische Schauspielerin († 1984)
- 16. Januar: Karl Freund, deutscher Kameramann († 1969)

- 17. Februar: Maria Jacobini, italienische Schauspielerin († 1944)
- 18. Februar: Edward Arnold, US-amerikanischer Schauspieler († 1956)
- 18. Februar: Adolphe Menjou, US-amerikanischer Schauspieler († 1963)
- 24. Februar: Marjorie Main, US-amerikanische Schauspielerin († 1975)

- 01. März: Heinz Hilpert, deutscher Regisseur († 1967)
- 15. März: Eduard Hoesch, österreichischer Kameramann († 1983)

### April bis Juni
- 02. April: Hans Hemes, deutscher Schauspieler († 1963)

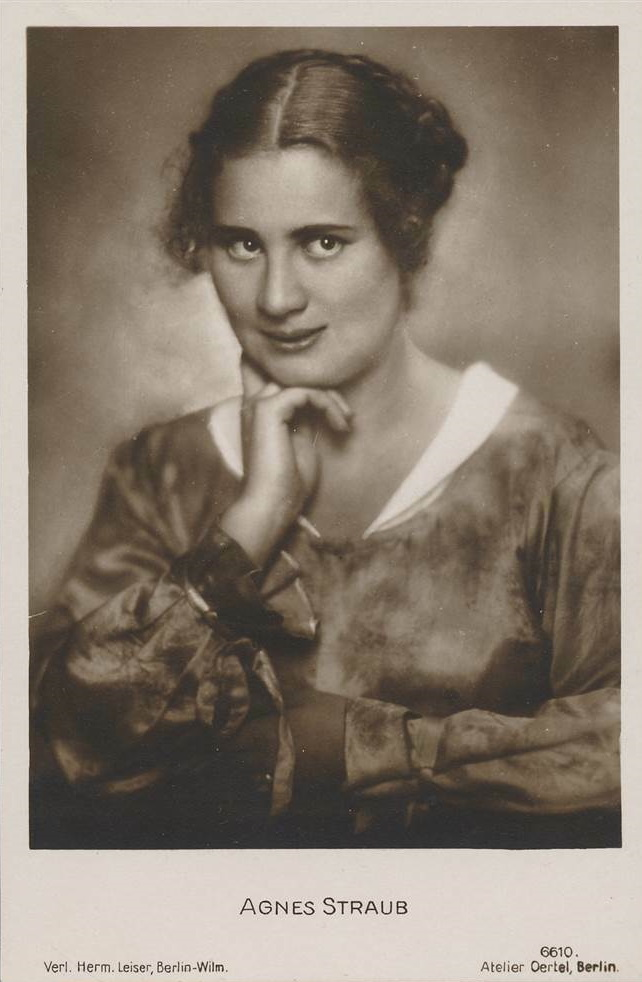
Agnes Straub, etwa 1916

- 02. April: Agnes Straub, deutsche Schauspielerin († 1941)
- 30. April: Barney McGill, US-amerikanischer Kameramann († 1942)

- 10. Mai: Clarence Brown, US-amerikanischer Regisseur († 1987)
- 10. Mai: Wilhelm Thiele, österreichischer Regisseur († 1975)
- 17. Mai: Domenico Gambino, italienischer Schauspieler und Regisseur († 1968)

- 01. Juni: Frank Morgan, US-amerikanischer Schauspieler († 1949)
- 03. Juni: Mimi Kött, ungarische Sängerin und Schauspielerin († 1931)
- 03. Juni: Italia Almirante Manzini, italienische Schauspielerin († 1941)
- 03. Juni: Baburao Painter, indischer Regisseur († 1954)
- 05. Juni: Robert Liebmann, deutscher Drehbuchautor († 1942)
- 06. Juni: Heinrich Haas, österreichischer Produzent († 1953)
- 06. Juni: Ted Lewis, US-amerikanischer Musiker und Schauspieler († 1971)
- 08. Juni: Friedrich Ettel, schweizerischer Schauspieler († 1941)
- 09. Juni: Leslie Banks, britischer Schauspieler († 1952)
- 09. Juni: Barbara Everest, britische Schauspielerin († 1968)
- 10. Juni: William A. Seiter, US-amerikanischer Regisseur († 1964)
- 12. Juni: Eugen Kürschner, ungarischer Produktions- und Aufnahmeleiter († 1939)
- 13. Juni: Harry Shannon, US-amerikanischer Schauspieler († 1964)
- 14. Juni: May Allison, US-amerikanische Schauspielerin († 1989)
- 15. Juni: Ivy Close, britische Schauspielerin († 1968)

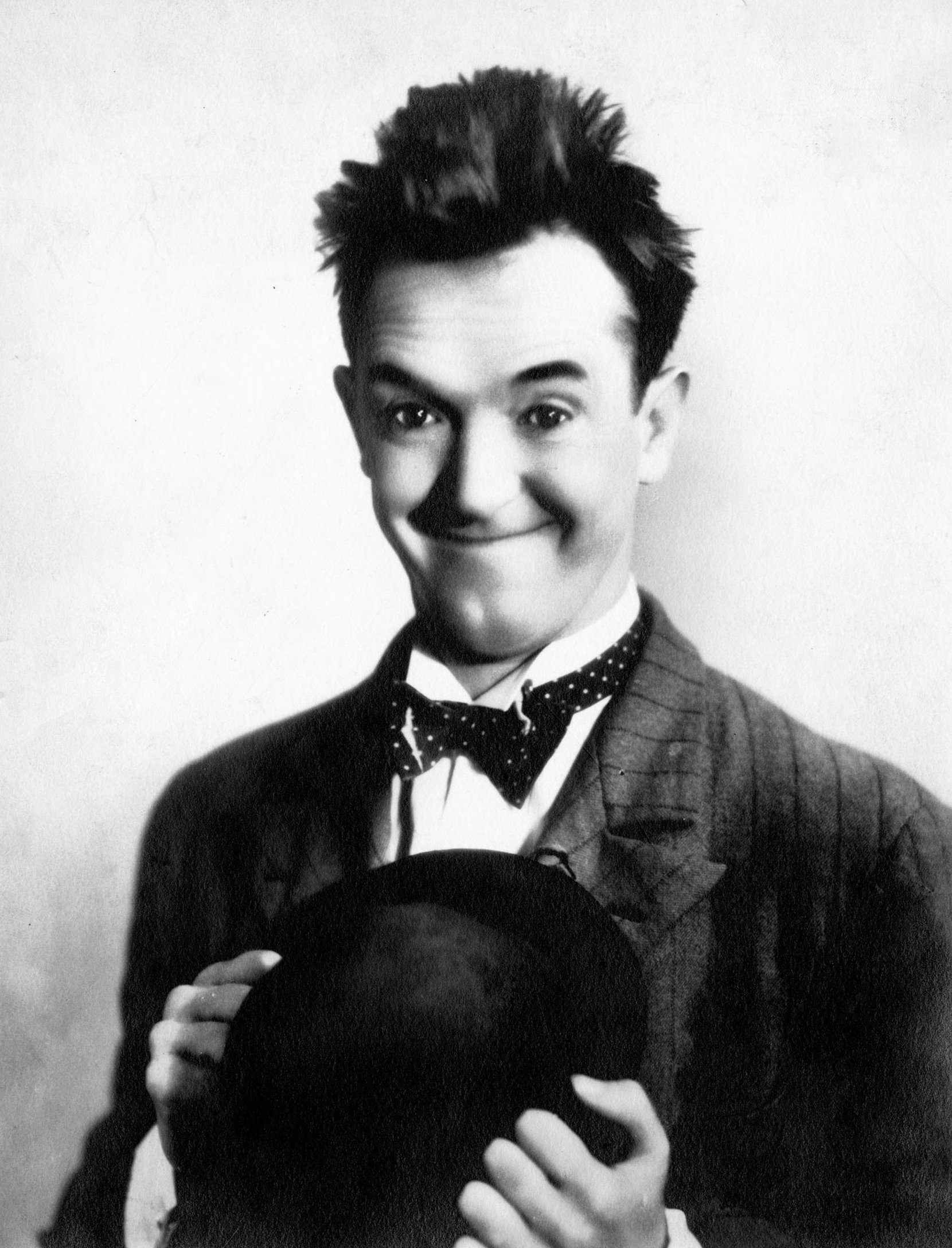
Stan Laurel (* 16. Juni)

- 16. Juni: Stan Laurel, britischer Komiker und Schauspieler († 1965)
- 21. Juni: James Basevi, US-amerikanischer Szenenbildner und Filmtechniker († 1962)
- 24. Juni: Hannes Schneider, österreichischer Skipionier und Schauspieler († 1955)
- 26. Juni: Jeanne Eagels, US-amerikanische Schauspielerin († 1929)
- 26. Juni: Fridel Köhne, deutsche Drehbuchautorin († 20. Jahrhundert)
- 30. Juni: Adolf Dell, deutscher Schauspieler († 1977)

### Juli bis September
- 07. Juli: Tom Powers, US-amerikanischer Schauspieler († 1955)
- 13. Juli: Clyde De Vinna, US-amerikanischer Kameramann († 1953)
- 14. Juli: Friedrich Porges, österreichisch-US-amerikanischer Filmpublizist und Drehbuchautor († 1978)
- 17. Juli: Stanley Ridges, britisch-US-amerikanischer Schauspieler († 1951)
- 20. Juli: Richard Billinger, österreichischer Schriftsteller und Drehbuchautor († 1965)
- 20. Juli: Hans Martin Cremer, deutscher Schriftsteller, Komponist, Liedtexter und Drehbuchautor († 1953)
- 20. Juli: Verna Felton, US-amerikanische Schauspielerin und Synchronsprecherin († 1966)
- 27. Juli: Erich Dunskus, deutscher Schauspieler († 1967)

- 10. August: Gerd Fricke, deutscher Schauspieler, Hörspielregisseur und -sprecher († 1968)
- 22. August: Cecil Kellaway, US-amerikanischer Schauspieler († 1973)

### Oktober bis Dezember

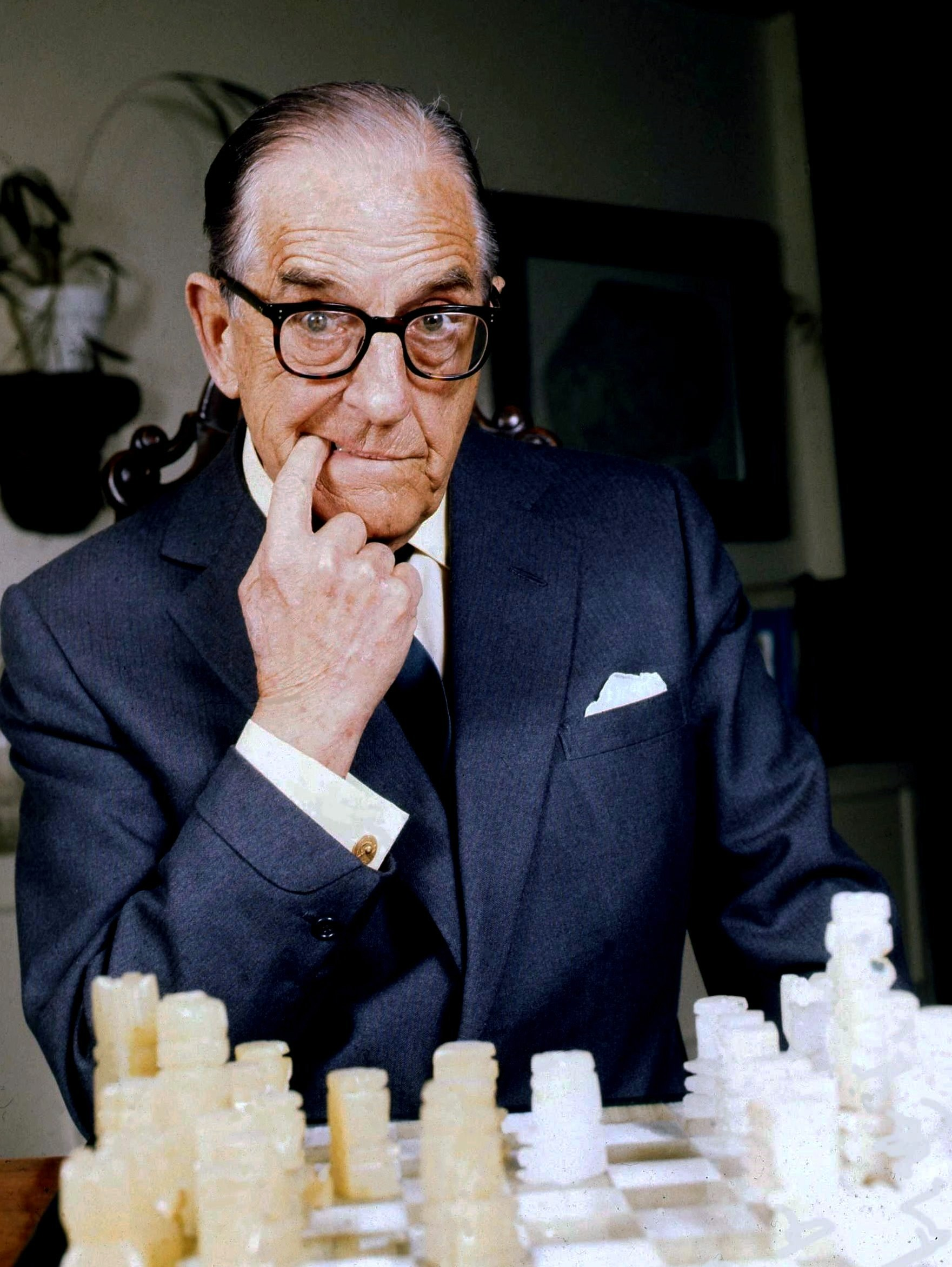
Stanley Holloway (* 1. Oktober)

- 01. Oktober: Stanley Holloway, britischer Schauspieler († 1982)
- 01. Oktober: Alice Joyce, US-amerikanische Schauspielerin († 1955)
- 01. Oktober: Blanche Oelrichs, US-amerikanische Drehbuchautorin († 1950)

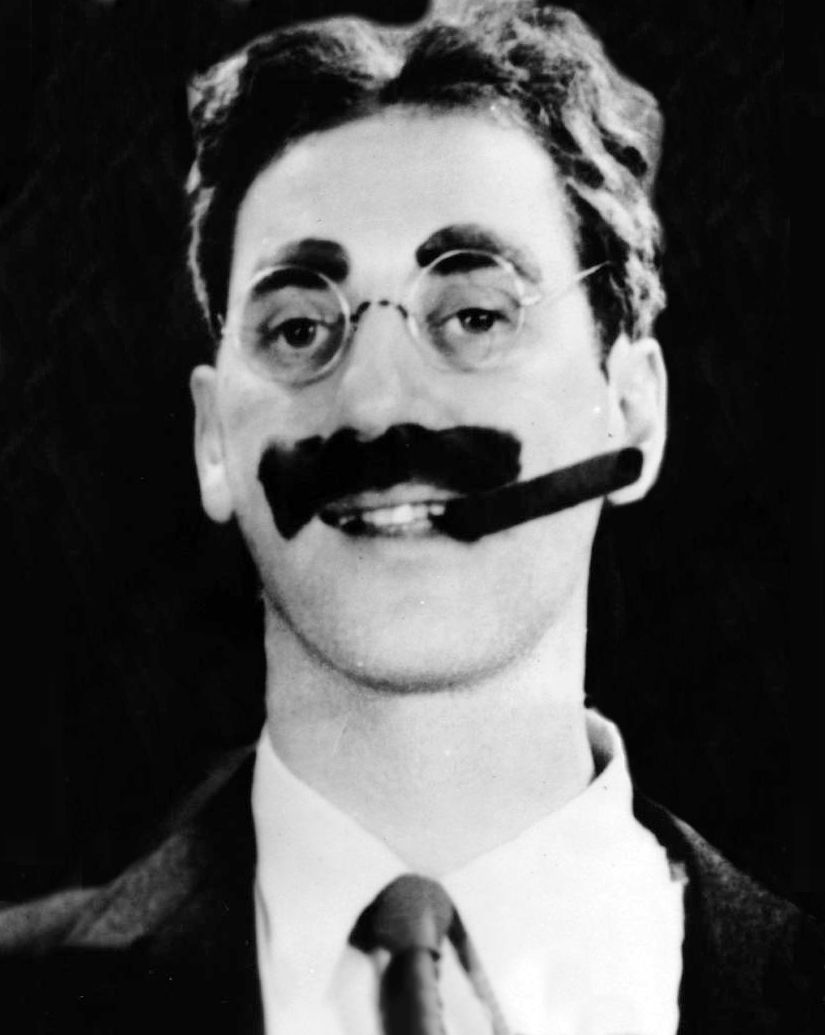
Groucho Marx (* 2. Oktober)

- 02. Oktober: Groucho Marx, US-amerikanischer Komiker († 1977)
- 14. Oktober: Louis Delluc, französischer Filmemacher, Schriftsteller und Kritiker († 1924)

- 20. November: Robert Armstrong, US-amerikanischer Schauspieler († 1973)
- 29. November: Roland Totheroh, US-amerikanischer Kameramann († 1967)

- 05. Dezember: Fritz Lang, österreichischer Regisseur († 1976)
- 28. Dezember: Gösta Ekman, schwedischer Schauspieler († 1938)
- 29. Dezember: Käthe Dorsch, deutsche Schauspielerin († 1957)

## Gestorben
- 16. September (vermutlich): Louis Le Prince, französischer Filmpionier (verschollen) (* 1842)